# Leefbaar Albrandswaard (2017-heden)
Leefbaar Albrandswaard is een lokale politieke partij in de Zuid-Hollandse gemeente Albrandswaard, met een fortuynistische signatuur.

## Geschiedenis
Leefbaar Albrandswaard is opgericht in 2017, en deed mee aan de gemeenteraadsverkiezingen van maart 2018. Standpunten van de partij waren onder andere het houden van een zelfstandige gemeente, geen voorkeursbeleid voor allochtonen en gratis openbaar vervoer voor ouderen en mensen met een laag inkomen.
Leefbaar kwam met drie zetels in de gemeenteraad. De partij ging deelnemen aan het college van burgemeester en wethouders, samen met VVD, Stem-Lokaal en CDA. Lijsttrekker Bas Boender werd wethouder namens Leefbaar, op het gebied van ruimtelijke ordening en wonen. Op 28 januari 2020 stopte hij, omdat hij zich minder thuis voelde bij het politieke debat dan hij van tevoren had ingeschat. Zijn opvolger werd Ronald Schneider, die eerder wethouder was in Rotterdam namens Leefbaar Rotterdam. In maart 2020 ging fractielid Voogdgeert zelfstandig verder onder de naam Volkspartij voor Vrij Albrandswaard (VVA), nadat zij uit de partij was gezet.
Bij de verkiezingen van 2022 behaalde de partij één zetel, en kwam ze in de oppositie terecht.

## Verkiezingen
De partij heeft bij verschillende verkiezingen de volgende zetelaantallen behaald:
| Jaar | Stemmen | %     | Zetels |
| ---- | ------- | ----- | ------ |
| 2018 | 1.377   | 13,1% | 3 / 21 |
| 2022 | 684     | 6,9%  | 1 / 21 |